# Eta Cancri
Désignations
Eta Cancri (η Cancri / η Cnc) est une étoile visible à l'œil nu mais faiblement lumineuse de la constellation du Cancer. En astronomie chinoise, elle fait partie de la loge lunaire Yugui, qui forme un petit quadrilatère entourant l'amas ouvert M44, η Cancri en formant le coin nord-ouest.
Étoile plutôt éloignée du Soleil pour une étoile visible à l'œil nu (près d'une centaine de parsecs, soit plus de 300 années-lumière), elle est animée d'un mouvement propre faible, d'environ 60 millisecondes d'arc par an.
Sa magnitude apparente est faible, du fait de son éloignement et de sa magnitude absolue modérée. Dans le visible, elle atteint, vue depuis la Terre, une magnitude de 5,35, ce qui en fait une étoile difficile à observer quand les conditions d'observation ne sont pas favorables (par exemple, lors de présence de pollution lumineuse). Sa proximité avec M44 la rend cependant facile à localiser quand les conditions le permettent. Son type spectral est K3III.
Située à proximité immédiate du plan de l'écliptique, elle est comme ses consœurs δ Cancri et γ Cancri l'objet de conjonctions fréquentes avec les planètes ou la Lune, cette dernière étant même susceptible de l'occulter.